# Valencia West
Valencia West és una concentració de població designada pel cens dels Estats Units a l'estat d'Arizona. Segons el cens del 2000 tenia 2.380 habitants.

## Demografia
Segons el cens del 2000, Valencia West tenia 2.380 habitants, 676 habitatges, i 548 famílies La densitat de població era de 95,4 habitants/km².
Dels 676 habitatges en un 50,9% hi vivien nens de menys de 18 anys, en un 56,8% hi vivien parelles casades, en un 17,3% dones solteres, i en un 18,8% no eren unitats familiars. En el 15,1% dels habitatges hi vivien persones soles el 4% de les quals corresponia a persones de 65 anys o més que vivien soles. El nombre mitjà de persones vivint en cada habitatge era de 3,52 i el nombre mitjà de persones que vivien en cada família era de 3,91.
Per edats la població es repartia de la següent manera: un 38,2% tenia menys de 18 anys, un 9,9% entre 18 i 24, un 28,9% entre 25 i 44, un 16,8% de 45 a 60 i un 6,2% 65 anys o més.
L'edat mediana era de 27 anys. Per cada 100 dones de 18 o més anys hi havia 96,3 homes.
La renda mediana per habitatge era de 28.323 $ i la renda mediana per família de 27.561 $. Els homes tenien una renda mediana de 21.023 $ mentre que les dones 22.955 $. La renda per capita de la població era de 9.740 $. Aproximadament el 26,1% de les famílies i el 27,4% de la població estaven per davall del llindar de pobresa.

## Poblacions més a prop
El següent diagrama mostra les poblacions més a prop.